# Bolszaja Doroga (obwód tambowski)
Bolszaja Doroga (ros. Большая Дорога) – wieś (sieło) w Rosji, w obwodzie tambowskim, w rejonie starojurjewskim. W 2010 liczyła 373 mieszkańców.